# Osljanka (vattendrag i Belarus)
Osljanka (ryska: Ослянка) är ett vattendrag i Belarus, på gränsen till Ryssland. Det ligger i den östra delen av landet, 280 km öster om huvudstaden Minsk.
Omgivningarna runt Osljanka är en mosaik av jordbruksmark och naturlig växtlighet. Runt Osljanka är det glesbefolkat, med 20 invånare per kvadratkilometer.